# Pitonga
Pitonga woolowa es una especie de araña araneomorfa de la familia Desidae. Es la única especie del género monotípico Pitonga.  Es nativa de Australia.